# Cratere Michael
Michael è  un cratere lunare. Il cratere è dedicato all'omonimo nome maschile inglese.